# 愛の別れ道
『愛の別れ道』（あいのわかれみち）は、毎日放送の制作により、TBS系列の「木曜座」（毎週木曜日22:00 - 22:54）の枠で、1982年（昭和57年）1月7日から同年2月25日まで放送されていたテレビドラマ。全8話。

## 概要
公私共に傷付いていたり気まずい関係に陥っていたりするエリート会社員・三沢悠一と、彼を巡る妻・亜矢子ら3人の女性。彼らが自分たちの愛を追い求めるその姿と愛の本音などを描いた作品。
ある雨の日、大手建設会社「大東建設」に勤める悠一が車を運転していると、目の前にガウンを着た藤川千春が救いを求めるように現れた。悠一は千春に惹かれるものを感じ、その日は千春を近くのホテルに送っていっただけで帰路についたが、いつしか二人は不倫関係に…。悠一は中東出張以来、妻・亜矢子とは気まずい関係になっていた。そして、悠一の後輩の姉・小宮夏子ともプラトニック・ラブの関係になる…。

## キャスト
- 三沢悠一：古谷一行
- 小宮夏子：浜木綿子
- 藤川千春：ジュディ・オング - 宝石鑑定士
- 三沢亜矢子：松尾嘉代 - 悠一の妻。後にノイローゼ気味になって自殺まで図る。
- 喜多見徹：津川雅彦 - 千春の別れた夫。
- 西岡常務：高松英郎
- 村越：戸浦六宏
- マリ：畑中葉子 - 宝石店店員
- ひかる：清水久美子
- 島：勝然武美 - ひかるのボーイフレンド
- 草間：浦川麗子

## スタッフ
- 脚本：窪田篤人
- 演出：山本和夫
- 制作：テレキャスト、毎日放送

## 主題歌
- 「滴のように」（歌：ジュディ・オング）
  - 作詞：嶺岸未来／作曲：中村泰士／編曲：若草恵

## サブタイトル
1. 1982年1月7日 「寒い朝突然に」
2. 1982年1月14日 「それは甘い残酷」
3. 1982年1月21日 「ぜったい秘密」
4. 1982年1月28日 「美しい罪の匂い」
5. 1982年2月4日 「女の誇りは涙色」
6. 1982年2月11日 「寝化粧のドキュメント」
7. 1982年2月18日 「白薔薇の浅い眠り」
8. 1982年2月25日 「春を待つ日々」